# 雅伊巴
雅伊巴是巴西米纳斯吉拉斯州的一个市镇。总面积2740.276平方公里，总人口30386人，人口密度11.1人/平方公里。